# Cafe ホシノヒライ
cafe ホシノヒライとは俳優の星野勇太と平井浩基が不定期営業するテイクアウト専門カフェ、または二人のユニット名である。

## 概要
コーヒー好きで意気投合した俳優の星乃勇太と平井浩基によるユニット "cafe ホシノヒライ" 。
「コーヒー好きの二人が飲んで『美味しい！』と思うコーヒーを皆さまにも飲んで貰いたい」という想いの元、ユニット活動をしている。
また、テイクアウト専門カフェ"cafe ホシノヒライ"は、高円寺に存在する小さなワインバル『uroko』のお昼の時間を借りて営業を行っている（不定期）。
2020年10月からテイクアウトイベントを2回行い、2022年3月のプレオープンを経て、2022年6月に実店舗がグランドオープンした。
オリジナルブレンドコーヒーを始め、焼き菓子、季節のドリンク、星乃セレクトのお茶(中国茶/台湾茶)、オリジナルのアパレルグッズなどが販売されている。

## 歴史
販売商品については下記#商品を参照。

### 2020年
- 星乃勇太&平井浩基 Take outイベント『cafe ホシノヒライ』（2020年10月18日、新宿 リトリート倶楽部）[1]

### 2021年
- 『cafe ホシノヒライ』 -online- 2021春出張版（2021年4月13日-6月15日）[2]
- 朗読劇『Astrologhias！~mythos1~』衣装展示会 with 『cafe ホシノヒライ 』 (TAKE OUT ONLY)（2021年9月11日・9月13日、シュビア赤坂）[3]

### 2022年
- 『cafe ホシノヒライ』 プレオープン（2022年3月5日 - 3月11日、高円寺 uroko）[4]
- 『cafe ホシノヒライ』 公式オンラインショップ オープン（2022年3月16日 -）
- 「SEVENSINS Summer Vintage Market」 出張営業（2022年6月12日、代官山 シャトレジアネックス101）※植野堀誠が手掛けるブランドのポップアップストア[5]
- 『cafe ホシノヒライ』 グランドオープン（2022年6月30日 - 7月7日、高円寺 uroko）[6]

## 商品

### 2020年10月18日星乃勇太&平井浩基 Take outイベント『cafe ホシノヒライ』[1]
- 撮りおろしブロマイド（星乃勇太A/B、平井浩基A/B）※撮影：宮坂浩見

製作担当：星乃 勇太
- ホシノコースター&ビーズ

製作担当：平井 浩基
- DRIP BAG(HIROKI blend)
- DRIP BAG(YU-TA blend)※星乃の好みに合わせて平井がブレンド
- HOT COFFEE(ホシノヒライ blend）
- 平井撮影!ランダム星乃ブロマイド

### 2021年4月13日-6月15日『cafe ホシノヒライ』 -online- 2021春出張版[2]
- 撮りおろしブロマイド（星乃勇太A/B、平井浩基A/B）※撮影：宮坂浩見

製作担当：星乃 勇太
- ホシノビーズ&チェキ(デコなし)
- アートパネル
- ホシノブロマイド【鮮烈なひと時】
- ホシノブロマイド【春の訪れ】

製作担当：平井 浩基
- DRIP BAG(YU-TA blend)
- 鮮烈なひと時  ～たまにはパンチを効かせてみるのも悪くない～※ホシノブロマイド【鮮烈なひと時】をイメージしたブレンド
- 春の訪れ  ～春の温かさの中散歩でもしながら星乃を思い浮かべてほしい、そんなブレンド～※ホシノブロマイド【春の訪れ】をイメージしたブレンド
- 平井撮影!ランダム星乃ブロマイド

### 2021年9月11日朗読劇『Astrologhias！~mythos1~』衣装展示会 with 『cafe ホシノヒライ 』 (TAKE OUT ONLY)[3]
製作担当：平井 浩基
- Iced Café Au Lait (アイス・カフェ・オ・レ)
- SWEET SET（アイスカフェオレ+スイーツ）

※11日のみ星乃だけで販売を行った

### 2021年9月13日朗読劇『Astrologhias！~mythos1~』衣装展示会 with 『cafe ホシノヒライ 』 (TAKE OUT ONLY)[3]
製作担当：平井 浩基
- Iced Coffe（アイスコーヒー）
- SWEET SET（アイスコーヒー+スイーツ）

### 2022年3月5日 - 3月11日『cafe ホシノヒライ』 プレオープン[4]
製作担当：星乃 勇太
- Cap（帽子）全3種   (ホワイト・ブラック・ベージュ)※星乃が刺繍したロゴ入り
- Long sleeve T-shirt(長袖Tシャツ）全6種  (ホワイト・ブラック・ベージュ・ライムグリーン・パステルピンク・ライトパープル)※星乃が刺繍したロゴ入り
- March Bag（マルシェバッグ）全3種  (ブラック・ネイビー・アイボリー)
- オリジナルミニポーチ ※ドリップバッグコーヒーを3つ購入すると付属する
- Taiwanese Tea（台湾茶）※星乃セレクト

製作担当：平井 浩基
- ホシノヒライblend（ハンドドリップコーヒー）
- DRIP BAG（ホシノヒライblend）
- Café Au Lait（カフェ・オ・レ）
- HOT Cocoa 【milk】or【spice】
- Pound Cake（パウンドケーキ）※日替わり
- Chocolate Chips Cookie（チョコチップクッキー）※クッキー好きの星乃の好みが反映されている

### 2022年3月16日 -『cafe ホシノヒライ』 公式オンラインショップ オープン
製作担当：星乃 勇太
- Cap（帽子）全2種  (ブラック・ベージュ)※星乃が刺繍したロゴ入り
- Long sleeve T-shirt(ロゴ入り長袖Tシャツ）全3種  (ホワイト・ブラック・ライトパープル) ※ホワイトはロゴ色であるスカイブルーで刺繍を施したオンライン限定ver
- ドリップバッグ３個セット（ミニポーチ付き） ※ミニポーチの製作を星乃が担当

製作担当：平井 浩基
- コーヒー豆（ホシノヒライblend）※オンライン販売のみ
- ドリップバッグ（ホシノヒライblend）

### 2022年6月16日「SEVENSINS Summer Vintage Market」 出張営業[5]
製作担当：星乃 勇太
- Remade Apparel by HOSHINO（リメイクアパレル）※8点のみの限定販売
- Taiwanese Tea（台湾・ジャスミン茶）※星乃セレクト

製作担当：平井 浩基
- Griffith blend（グリフィスブレンド）【Hot】or【Iced】※命名星乃
- Iced Café Au Lait（アイス・カフェ・オ・レ）
- ショートブレッド
- コーヒーブラウニー
- パウンドケーキ２種（バナナキャラメル・キャロットケーキ）
- DRIP BAG（ホシノヒライblend）

### 2022年6月30日 - 7月7日『cafe ホシノヒライ』グランドオープン[6]
製作担当：星乃 勇太
- Cap（帽子）全2種 (ブラック・ベージュ)※ステッカーと同じデザインのラベル付き
- Over Size T-shirt(半袖Tシャツ）全3種 (ホワイト・ブラック・ベージュ)※胸もとの刺繍カラー×ボディーカラーの組み合わせは同じものがなく全て一点もの
- Asian Tea（台湾茶/中国茶）※星乃セレクト
- ホシノヒライオリジナルステッカー

製作担当：平井 浩基
- Iced Coffee blend（アイスコーヒーブレンド）
- Iced Café Au Lait（アイスカフェオレ）
- Craft Ginger Ale（クラフトジンジャエール）
- DRIP BAG（ホシノヒライblend）
- DRIP BAG（Iced Coffee blend）
- Chocolate Chips Cookie（チョコチップクッキー）
- Coffee Brownie（コーヒーブラウニー）
- Pound Cake（パウンドケーキ）

その他
- Cup Holder(カップホルダー)

## その他
- 「ホシノヒライ」が「星の飛来」という読み方も出来る事から、星が飛来しているロゴデザインとなっている。
- それぞれの下の名前の頭文字(勇太の"Y")(浩基の"h")がロゴに含まれている。